# Невеста была в чёрном
«Невеста была в чёрном» (фр. La mariée était en noir) — художественный фильм французского режиссёра Франсуа Трюффо, вышедший на экраны в 1968 году. Экранизация одноименного романа Корнелла Вулрича (псевдоним Уильям Айриш). Картина стала бенефисом для Жанны Моро, создавшей яркий образ «чёрной невесты». Костюмы были созданы Пьером Карденом.
В русском переводе фильм можно встретить под названиями «Новобрачная была в трауре» и «Новобрачная была в чёрном».

## Сюжет
По нелепой случайности пятеро мужчин становятся причастны к смерти жениха, погибшего прямо на ступенях церкви. Его невеста Жюли Кольер сначала пытается покончить жизнь самоубийством, но затем задаётся целью найти и убить каждого из них.
С дьявольской изобретательностью одержимая местью женщина одного за другим выслеживает и убивает ничего не подозревающих друзей, оставаясь при этом безнаказанной. Но чем меньше имён остается в её списке, тем труднее даётся каждый шаг и тем больше гложут её сомнения.

## В ролях
- Жанна Моро — Жюли Кольер
- Мишель Буке — Корал
- Жан-Клод Бриали — Кори
- Шарль Деннер — Фергюс
- Клод Риш — Блисс
- Мишель Лонсдаль — Рене Моран
- Даниэль Буланже — Дельво

## Награды и номинации
- 1968 — 10-е место в списке лучших фильмов года по версии журнала Cahiers du cinéma.
- 1969 — номинация на премию Эдгара Аллана По за лучший кинофильм.
- 1969 — номинация на премию «Золотой глобус» за лучший фильм на иностранном языке.
- 1969 — попадание в список лучших иностранных фильмов года по версии Национального совета кинокритиков США.

## Влияние
- Фильм «Убить Билла» режиссёра Квентина Тарантино содержит заимствования и множество отсылок к сюжету и отдельным сценам «Невесты».
- Песня Кейт Буш «The Wedding List», выпущенная в альбоме Never for Ever (1980), сочинена под впечатлением от фильма Трюффо[1].